# Hilding Bergstrand
Karl Johan Hilding Bergstrand, född 12 januari 1886 i Jönköping, död 8 oktober 1967 i Storkyrkoförsamlingen i Stockholm, var en svensk läkare och medicinsk forskare.
Bergstrand blev 1916 medicine doktor och 1919 docent i patologisk anatomi. Han blev 1924 professor i allmän patologi vid Karolinska institutet i Stockholm 1924. Han var också ledamot av Stockholms stadsfullmäktige 1929 och 1934–1938. Bergstrands forskade huvudsakligen inom områdena rättsmedicin och bakteriologi. Han var ledamot av Nobelstiftelsens styrelse 1943–1953 och ordförande i Karolinska Institutets Nobelkommitté 1947–1953. Bergstrand är begravd på Norra begravningsplatsen utanför Stockholm.